# Sportclub Garmisch-Partenkirchen
Lo Sportclub Garmisch-Partenkirchen Frauen-Eishockey, o più semplicemente SC Garmisch-Partenkirchen è stata una squadra di hockey su ghiaccio femminile tedesca, attiva tra il 2010 ed il 2016 nella massima serie tedesca.

## Storia
La società è nata nel maggio del 2010 quando la sezione femminile dello SC Riessersee si rese completamente autonoma.
Ha giocato la Fraueneishockey-Bundesliga fino al febbraio del 2016 quando, a stagione in corso, è stata ritirata dalla competizione.
Nelle prime tre stagioni disputate ha chiuso al 5º posto, nelle successive due al 6°. Al momento della scomparsa della squadra, si trovavano all'ultimo posto in classifica, con due punti in 18 incontri giocati.